# Národ Sobě
Národ Sobě (zkratka NáS) je česká mimoparlamentní politická strana. Strana byla založena 23. října 2015 a předsedou je Jiří Šoltys.
Volební program zahrnuje zavedení nepodmíněného příjmu, zrušení letního času, zavedení přímé demokracie, snížení daňové zátěže a ochranu kulturních a historických tradic.

## Výsledky ve volbách
Voleb do Poslanecké sněmovny Parlamentu České republiky v roce 2017 se strana zúčastnila pod číslem 31, přičemž kandidovala pouze v Jihomoravském kraji. Získala 300 hlasů, což odpovídá 0,00006 % celostátního počtu platných hlasů (v rámci Jihomoravského kraje se poté jedná o 0,0005 %) a obsadila tak předposlední místo.
Strana také postavila svého kandidáta, místopředsedu Jiřího Doubka, do senátních voleb v roce 2018, a to do senátního obvodu č. 23 - Praha 8. Kandidát v prvním kole získal 41 hlasů (0,09 %) a do druhého kola se tak nedostal. V senátních volbách v roce 2020 kandidoval za stranu v senátním obvodu č. 63 – Přerov Jaroslav Pollák. Získal 68 hlasů (tj. 0,19 %) a skončil na posledním místě.
Jiných voleb se strana zatím samostatně nezúčastnila.